# Hype!
Hype! és un documental dirigit per Doug Pray que mostra com diferents estils musicals de la ciutat de Seattle van innovar i es van generalitzar fins convertir-se en el gènere grunge a la dècada del 1990. D'aquesta manera, per mitjà d'entrevistes i imatges inèdites de concerts, ofereix una visió general del panorama musical de la ciutat, des de les bandes do it yourself, fins l'èxit en la indústria musical i la conformació mediàtica del grunge, passant per la desintegració de les icones com Nirvana.
També examina la vessant social i com el grunge i la seva concepció com a moviment musical va afectar la societat. Va guanyar el premi a Millor documental al Seattle International Film Festival i va tenir sengles nominacions als Premis Satellite i al Festival de Cinema de Sundance.